# NIFL Premiership 2019-20
La NIFL Premiership 2019-20 fue la 119ª temporada de la Liga Norirlandesa de Fútbol, la liga de fútbol más alta de Irlanda del Norte. El torneo comenzó el 9 de agosto de 2019 y finalizó el 23 de junio de 2020. El Linfield se coronó campeón y conquistó el 54° título de su historia
El 23 de junio de 2020, después de que se rompieran las conversaciones entre los clubes para encontrar una solución alternativa para terminar la temporada, la NIFL anunció que la temporada se daba por terminada

## Sistema de competición
El torneo constó de dos fases, en la Fase regular los doce equipos participantes jugaron entre sí, todos contra todos, tres veces totalizando 33 partidos cada uno, al final de estos 33 partidos fueron divididos en dos grupos. el Grupo campeonato lo integraron los seis primeros de la Fase regular, mientras que el Grupo descenso lo integraron los seis últimos, dentro de cada grupo los seis equipos jugaron entre sí, todos contra todos, una vez, sumando así cinco partidos más generando un total de 38 partidos, los resultados estadísticos de la Fase regular se mantuvieron en cada uno de los grupos. Al final de las 38 jornadas el primer clasificado del Grupo campeonato obtuvo un cupo para la segunda ronda de la Liga de Campeones 2020-21, mientras que el segundo y tercer clasificados obtuvieron un cupo para la primera ronda de la Liga Europea 2020-21, por otro lado los cuatro últimos de este grupo más el primer clasificado del Grupo descenso jugaron unos Play-offs por un cupo para la primera ronda de la Liga Europea 2020-21. El último clasificado del Grupo descenso descendió al NIFL Championship 2020-21, mientras que el penúltimo clasificado jugó un play-off, que decidió el equipo que jugara en la NIFL Premiership 2020-21
Un tercer cupo para la primera ronda de la Liga Europea 2020-21 fue asignado al campeón de la Copa de Irlanda del Norte.

## Clubes
| Equipo                | Ciudad        | Estadio                 | Capacidad |
| --------------------- | ------------- | ----------------------- | --------- |
| Ballymena United      | Ballymena     | The Showgrounds         | 3.050     |
| Carrick Rangers       | Carrickfergus | Taylors Avenue          | 6.000     |
| Glenavon              | Lurgan        | Mourneview Park         | 4.160     |
| Glentoran             | Belfast       | The Oval                | 6.050     |
| Cliftonville          | Belfast       | Solitude                | 2.530     |
| Coleraine             | Coleraine     | The Showgrounds         | 2.496     |
| Crusaders             | Belfast       | Seaview                 | 3.383     |
| Dungannon Swifts      | Dungannon     | Stangmore Park          | 5.000     |
| Institute             | Drumahoe      | Brandywell              | 7.700     |
| Larne                 | Larne         | Inver Park              | 2.000     |
| Linfield              | Belfast       | Windsor Park            | 10.500    |
| Warrenpoint Town F.C. | Warrenpoint   | Milltown Playing Fields | 2.000     |

### Ascensos y descensos
| Pos. | Ascendidos de Championship 2018-19 |
| ---- | ---------------------------------- |
| 1    | Larne                              |
| 2    | Carrick Rangers                    |

| Pos. | Descendidos de Premiership 2018-19 |
| ---- | ---------------------------------- |
| 11   | Ards                               |
| 12   | Newry City                         |

## Clasificación
| Pos. | Equipo           | Pts. | PJ | G  | E | P  | GF | GC | Dif. | Clasificación 2020–21                    |
| ---- | ---------------- | ---- | -- | -- | - | -- | -- | -- | ---- | ---------------------------------------- |
| 1    | Linfield (C)     | 69   | 31 | 22 | 3 | 6  | 71 | 24 | +47  | Ronda preliminar de la Liga de Campeones |
| 2    | Coleraine        | 65   | 31 | 19 | 8 | 4  | 64 | 24 | +40  | Ronda preliminar de la Liga Europa       |
| 3    | Crusaders        | 59   | 31 | 17 | 8 | 6  | 66 | 30 | +36  |                                          |
| 4    | Cliftonville     | 59   | 31 | 18 | 5 | 8  | 48 | 22 | +26  |                                          |
| 5    | Glentoran        | 58   | 31 | 17 | 7 | 7  | 60 | 33 | +27  | Ronda preliminar de la Liga Europa       |
| 6    | Larne            | 56   | 31 | 16 | 8 | 7  | 59 | 29 | +30  |                                          |
| 7    | Glenavon         | 35   | 31 | 10 | 5 | 16 | 46 | 71 | −25  |                                          |
| 8    | Carrick Rangers  | 32   | 31 | 10 | 2 | 19 | 34 | 47 | −13  |                                          |
| 9    | Dungannon Swifts | 30   | 31 | 8  | 6 | 17 | 36 | 76 | −40  |                                          |
| 10   | Ballymena United | 27   | 31 | 7  | 6 | 18 | 34 | 54 | −20  |                                          |
| 11   | Warrenpoint Town | 18   | 31 | 5  | 3 | 23 | 26 | 85 | −59  |                                          |
| 12   | Institute        | 15   | 31 | 2  | 9 | 20 | 23 | 72 | −49  | Descenso a NIFL Championship 2020-21     |

Actualizado a los partidos jugados el 7 de marzo de 2020.
 Fuente: Soccerway
Notas:
1. ↑  Tras ganar la Copa de Irlanda del Norte 2019-20, el Glentoran obtuvo un cupo para la Ronda Preliminar de la Liga Europa 2020-21

### Resultados cruzados
| Local \ Visitante | BYM | CRK | CLI | COL | CRU | DUN | GLE | GLT | INS | LAR | LIN | WPT |
| ----------------- | --- | --- | --- | --- | --- | --- | --- | --- | --- | --- | --- | --- |
| Ballymena United  | —   | 1–2 | 2–1 | 1–1 | 1–1 | 3–2 | 2–1 | 1–2 | 1–1 | 0–3 | 1–2 | 4–0 |
| Carrick Rangers   | 0–1 | —   | 0–1 | 1–4 | 1–3 | 1–0 | 6–2 | 0–1 | 3–0 | 1–2 | 0–3 | 1–0 |
| Cliftonville      | 1–0 | 3–1 | —   | 1–0 | 0–2 | 5–0 | 3–1 | 0–2 | 1–0 | 1–0 | 0–1 | 4–0 |
| Coleraine         | 2–0 | 3–2 | 1–1 | —   | 4–2 | 5–0 | 2–2 | 2–2 | 0–0 | 0–0 | 1–0 | 3–0 |
| Crusaders         | 0–1 | 3–0 | 1–2 | 0–2 | —   | 3–0 | 3–2 | 5–2 | 1–1 | 2–2 | 1–0 | 4–0 |
| Dungannon Swifts  | 2–2 | 2–1 | 0–4 | 0–2 | 1–6 | —   | 2–1 | 3–1 | 2–2 | 0–1 | 1–4 | 3–1 |
| Glenavon          | 3–1 | 1–0 | 1–2 | 0–4 | 2–2 | 5–0 | —   | 1–1 | 3–1 | 1–3 | 1–0 | 2–0 |
| Glentoran         | 3–1 | 3–1 | 0–1 | 2–2 | 1–1 | 6–1 | 4–0 | —   | 4–0 | 2–1 | 3–0 | 2–1 |
| Institute         | 1–1 | 0–2 | 0–3 | 2–0 | 0–6 | 2–3 | 1–4 | 1–1 | —   | 1–4 | 0–3 | 0–1 |
| Larne             | 2–4 | 0–0 | 1–1 | 2–2 | 0–0 | 0–0 | 6–0 | 2–3 | 1–1 | —   | 3–1 | 6–0 |
| Linfield          | 2–1 | 2–0 | 1–0 | 2–4 | 1–1 | 2–1 | 7–0 | 1–0 | 3–1 | 1–0 | —   | 7–0 |
| Warrenpoint Town  | 2–1 | 0–3 | 1–5 | 3–1 | 0–1 | 4–3 | 1–3 | 0–4 | 1–3 | 0–2 | 0–2 | —   |

| Local \ Visitante | BYM | CRK | CLI | COL | CRU | DUN | GLE | GLT | INS | LAR | LIN | WPT |
| ----------------- | --- | --- | --- | --- | --- | --- | --- | --- | --- | --- | --- | --- |
| Ballymena United  | —   | 0–2 | —   | 0–2 | —   | —   | 0–3 | —   | —   | 2–3 | 1–4 | —   |
| Carrick Rangers   | —   | —   | 1–0 | 0–2 | —   | 1–2 | —   | —   | —   | —   |     | 1–2 |
| Cliftonville      | 1–1 | —   | —   | —   | —   | 1–1 | 1–0 | —   | —   | —   | 1–2 | —   |
| Coleraine         | —   | —   | 1–0 | —   | 0–1 | —   | 2–1 | —   | —   | —   | 1–1 | —   |
| Crusaders         | 2–0 | —   | 0–0 | —   | —   | 5–0 | —   | —   | 2–1 | 3–0 | —   | —   |
| Dungannon Swifts  | 1–0 | —   | —   | —   | —   | —   | —   | 0–2 | 2–0 | 0–2 | —   | 4–4 |
| Glenavon          | —   | —   | —   | —   | 2–1 | —   | —   | 2–2 | 2–2 | —   | —   | 1–1 |
| Glentoran         | 2–0 | 0–0 | 0–2 | 0–1 | —   | —   | —   | —   | —   | —   | —   | 2–1 |
| Institute         | —   | 0–3 | —   | 0–4 | —   | —   | —   | 0–2 | —   | 0–4 | —   | —   |
| Larne             | —   | 4–0 | 1–2 | —   | —   | —   | 1–0 | 2–1 | —   | —   | —   | 1–0 |
| Linfield          | —   | —   | —   | —   | 4–0 | 0–0 | 8–1 | —   | 3–0 | —   | —   | —   |
| Warrenpoint Town  | —   | —   | —   | 0–4 | 0–4 | —   | —   | —   | 2–2 | —   | 1–2 | —   |

## Goleadores
| Pos. | Jugador           | Club         | Goles |
| ---- | ----------------- | ------------ | ----- |
| 1    | Joe Gormley       | Cliftonville | 18    |
| 2    | Robbie McDaid     | Glentoran    | 15    |
| 3    | Andrew Waterworth | Linfield     | 13    |
| 4    | David McDaid      | Larne        | 12    |
| 4    | Jamie McGonigle   | Crusaders    | 12    |
| 4    | Hrvoje Plum       | Glentoran    | 12    |
| 7    | Joel Cooper       | Linfield     | 11    |
| 7    | Conor McMenamin   | Cliftonville | 11    |
| 7    | Jonathan McMurray | Larne        | 11    |
| 7    | Jordan Owens      | Crusaders    | 11    |